# 希臘陸龜
希臘陸龜（學名：Testudo graeca）是陸龜屬下的一種龜，分佈於南歐、北非和西南亞。現已確認其至少有20個亞種。摩洛哥和西班牙等国禁止交易希腊陆龟，但当地种群仍因非法宠物贸易而受到威胁。

## 外部連結
- European Tortoises (in German) （页面存档备份，存于）
- Broasca Testoasa Greaca - Testudo Graeca (in Romanian)